# Bignonia
Genre
Classification phylogénétique
Synonymes
- Anisostichus Bureau, Monogr. Bignon. 43. t. 6 (1864)
- Temnocydia Mart. ex DC., Prodr. 9: 143 (1845) [2], nom. inval.
- Clytostoma Miers ex Bureau, Adansonia 8: 353 (1868).
- Clytostomanthus Pichon, Bull. Soc. Bot. France 92: 224 (1945 publ. 1946).
- Levya Bureau ex Baill., Hist. Pl. 10: 28 (1888).
- Macranthisiphon Bureau ex K.Schum. in Engl. & Prantl, Nat. Pflanzenfam. 4(3b): 212, 219 (1894).
- Micropaegma Pichon, Bull. Soc. Bot. France 92: 225 (1945 publ. 1946).
- Mussatia Bureau ex Baill., Hist. Pl. 10: 32 (1881 publ. 1888).
- Osmhydrophora Barb.Rodr., Vellosia, ed. 2, 1: 49 (1891).
- Phryganocydia Mart. ex Bureau, Bull. Soc. Bot. France 19: 18 (1872).
- Phrygiobureaua Kuntze in Post & Kuntze, Lex. 433 (1904 publ. 1903).
- Pongelia Raf., Sylva Tellur. 78 (1838).
- Potamoganos Sandwith, Rec. Trav. Bot. Néerl. 34: 220 (1937).
- Roentgenia Urb., Ber. Deutsch. Bot. Ges. 34: 747 (1916).
- Saritaea Dugand, Caldasia 3: 262 (1945).

Bignonia est un genre de plantes à fleurs de la famille des Bignoniaceae.
Autrefois genre riche en espèces, celui-ci a vu leur nombre s'amenuiser, beaucoup d'espèces ayant été transférées dans d'autres genres.
Ainsi la bignone, ou trompette de Virginie, est parfois encore appelée bignonia alors que son nom scientifique est Campsis radicans depuis la seconde moitié du XIXe siècle.
C'est le genre type de la famille des Bignoniaceae et de la tribu des Bignonieae. L'espèce type est Bignonia capreolata L.

## Description
Le botaniste Joseph Pitton de Tournefort a dédié en 1694 le genre à son protecteur Jean-Paul Bignon.

## Usages traditionnels
Le Dictionnaire universel de matière médicale et de thérapeutique générale de Mérat de Vaumartoise et Jacques de Lens (1829-1846) mentionne que plusieurs espèces du genre étaient jadis utilisées en médecine traditionnelle, notamment aux Antilles. Écorce, feuilles, racines, fleurs étaient utilisées en décoction, en cataplasme, en infusion, contre une multitude d'affections.
- Le Bignonia tomentosa, L., appelé Tong  en  Chine, donne dans ses semences une huile dont on prépare du noir de fumée qui entre dans la composition de  l'encre de  Chine.
- Le Bignonia chica donne une teinture rouge orangée dont se servent les tribus indiennes d'Amérique du Sud.

## Liste d'espèces
- Bignonia capreolata L.
- Bignonia rodigasiana L.Linden
- Bignonia venusta
- Bignonia chica

Selon Plants of the World online (POWO) (7 juillet 2025):
- Bignonia aequinoctialis L.
- Bignonia binata Thunb.
- Bignonia bracteomana (K.Schum. ex Sprague) L.G.Lohmann
- Bignonia callistegioides Cham.
- Bignonia campanulata Cham.
- Bignonia capreolata L.
- Bignonia cararensis Zuntini
- Bignonia convolvuloides (Bureau & K.Schum.) L.G.Lohmann
- Bignonia corymbosa Vent.
- Bignonia costata (Bureau & K.Schum.) L.G.Lohmann
- Bignonia cuneata (Dugand) L.G.Lohmann
- Bignonia decora (S.Moore) L.G.Lohmann
- Bignonia diversifolia Kunth
- Bignonia hyacinthina (Standl.) L.G.Lohmann
- Bignonia lilacina (A.H.Gentry) L.G.Lohmann
- Bignonia longiflora Cav.
- Bignonia magnifica W.Bull
- Bignonia microcalyx G.Mey.
- Bignonia neoheterophylla L.G.Lohmann
- Bignonia neouliginosa L.G.Lohmann
- Bignonia nocturna (Barb.Rodr.) L.G.Lohmann
- Bignonia noterophila Mart. ex DC.
- Bignonia phellosperma (Hemsl.) L.G.Lohmann
- Bignonia potosina (K.Schum. & Loes.) L.G.Lohmann
- Bignonia prieurii DC.
- Bignonia pterocalyx (Sprague ex Urb.) L.G.Lohmann
- Bignonia ramentacea (Mart. ex DC.) L.G.Lohmann
- Bignonia sanctae-crucis Zuntini
- Bignonia sciuripabulum (Hovel.) L.G.Lohmann
- Bignonia sordida (Bureau & K.Schum.) L.G.Lohmann
- Bignonia uleana (Kraenzl.) L.G.Lohmann

## Remarque
- Pour Bignonia grandifolia, voir Campsis grandiflora.